# 加藤祐三郎
加藤 祐三郎（かとう ゆうさぶろう、1903年〈明治36年〉3月30日 - 没年不詳）は、日本の内務官僚。第二次世界大戦末期の情報局第二部長として録音盤事件に際会。戦後は新潟県副知事、公職追放を経て、東北開発株式会社の副総裁を務めた。

## 略歴
福島県出身。1921年（大正10年）会津中学4年修了で一高へ進む。東京帝国大学英法科在学中に高等文官試験に合格し、卒業後の1928年（昭和3年）内務省へ入省した。
内務属警保局保安課へ配属となり、以後台湾総督府警務局保安課、大分県、青森県、茨城県の各特高警察課長、栃木県、宮城県の各警察部長など警察関連の職務を歴任した。大政翼賛会組織局副部長、援護局指導課長なども務めている。
1945年（昭和20年）4月、情報局第二部長（勅任）に就任し、鈴木貫太郎内閣の情報局総裁・下村海南を補佐。同年8月14日に行われた玉音放送の録音に立ち会う下村に随行したが、ポツダム宣言受諾に反対する陸軍将校らによる宮城事件を受け、下村、大橋八郎らとともに監禁された。
戦後は新潟県内政部長、同副知事を務めるが公職追放を受ける。1957年（昭和32年）8月から1961年（昭和36年）7月まで東北開発株式会社副総裁を務めた。

## 著書など
- 『一官僚の見た昭和史』原書房、1972年
- 『八汐』（歌集）下野短歌社、1940年
- 『非常時に於ける特高警察の任務』新光パンフレット、1936年